# Bryza leśna
Bryza leśna – wiatr lokalny wiejący pomiędzy lasem a terenem otwartym. Powstaje w czasie dobrej pogody, w wyniku przeciętnie lepszego ogrzania powietrza nad lasem. 
Strumień ciepła jawnego nad lasem jest większy niż nad sąsiadującymi polami, co jest wynikiem różnicy w albedo tych powierzchni. Wskutek tej różnicy w ogrzaniu warstwy granicznej powietrze unosi ponad las i opada nad polami. Towarzyszy temu mniejszy, boczny przepływ powietrza znad pól do lasu. Powietrze wznosi się na wysokość 1 km, aby zawrócić na dużych wysokościach.
Siła bryzy leśnej jest mniej więcej trzykrotnie mniejsza niż typowej bryzy morskiej.
Bryza leśna powoduje wzburzenie powietrza nad lasem i czyni je cieplejszym. Wzburzenie to jest przede wszystkim zlokalizowane na granicy lasu i terenów otwartych, w związku z czym bryza może prowadzić do niewielkiego wzrostu pokrywy chmur warstwy granicznej na krawędzi lasu.
W "Forests at the land-atmosphere interface" znajduje się uwaga, że używanie terminu "bryza leśna" (ang. "forest breeze") w analogii do bryzy morskiej jest w zasadzie niepoprawne, jako że bryza morska wieje z morza na ląd, należałoby używać terminu "bryza polna" (ang. "cereal breeze").